# Women's Appreciation
"Women's Appreciation" é o vigésimo segundo episódio da terceira temporada da versão norte-americana da série de televisão de comédia The Office, e o quinquagésimo da série em geral. Dirigido por Tucker Gates, teve o seu argumento co-escrito por Gene Stupnitsky e Lee Eisenberg. A sua transmissão original norte-americana ocorreu na noite de 3 de Maio de 2007 através da rede de televisão National Broadcasting Company (NBC). Dentre os artistas convidados, estão inclusos Creed Bratton, Rashida Jones, Nicholas D'Agosto e Robert R. Shafer. As cenas nas quais Shafer aparece foram inclusas apenas no DVD da temporada.
No episódio, um exibicionista surpreende Phyllis Lapin-Vance (interpretada por Phyllis Smith) no parque de estacionamento da Dunder Mifflin, então, Michael Scott (Steve Carell) leva todas as mulheres do escritório para o centro comercial para uma sessão de "valorização das mulheres", onde o estado do seu relacionamento com Jan Levenson (Melora Hardin) vem ao de cima. Enquanto isso, Pam Beesly (Jenna Fischer) faz um esboço do homem que surpreendeu Phyllis, quando de facto, o homem desenhado por ela assemelha-se a Dwight Schrute (Rainn Wilson), que desconhece tal facto e afixa os panfletos em toda a cidade.
Embora no episódio as personagens viajam para o fictício Centro Comercial de Steamtown, situado em Scranton, Pensilvânia, as filmagens para "Women's Appreciation" tiveram lugar em Los Angeles, Califórnia. As membros do elenco Fischer e Flannery ficaram felizes pelas filmagens de três dias terem decorrido fora do escritório, e a última teve a possibilidade de mostrar as suas próprias habilidades automobilísticas. Enquanto filmava, o elenco foi muitas vezes surpreendido por fãs "em pleno vigor" que gritavam por Carell e tiravam fotos. A retalhadora Victoria's Secret concordou em fechar a sua loja para o público para que o elenco e equipa de The Office pudesse filmar o episódio.
Em geral, "Women's Appreciation" foi recebido com opiniões mistas pelos críticos especialistas em televisão. Os elementos cómicos, como a partida de Pam à Dwight, foram elogiados, mas um crítico achou que os problemas no relacionamento entre Michael e Jan surgiram do nada. De acordo com as estatísticas publicadas pelo serviço de mediação de audiências Nielsen Ratings, o episódio foi assistido em uma média de sete milhões de domicílios durante a sua transmissão original.

## Produção e desenvolvimento

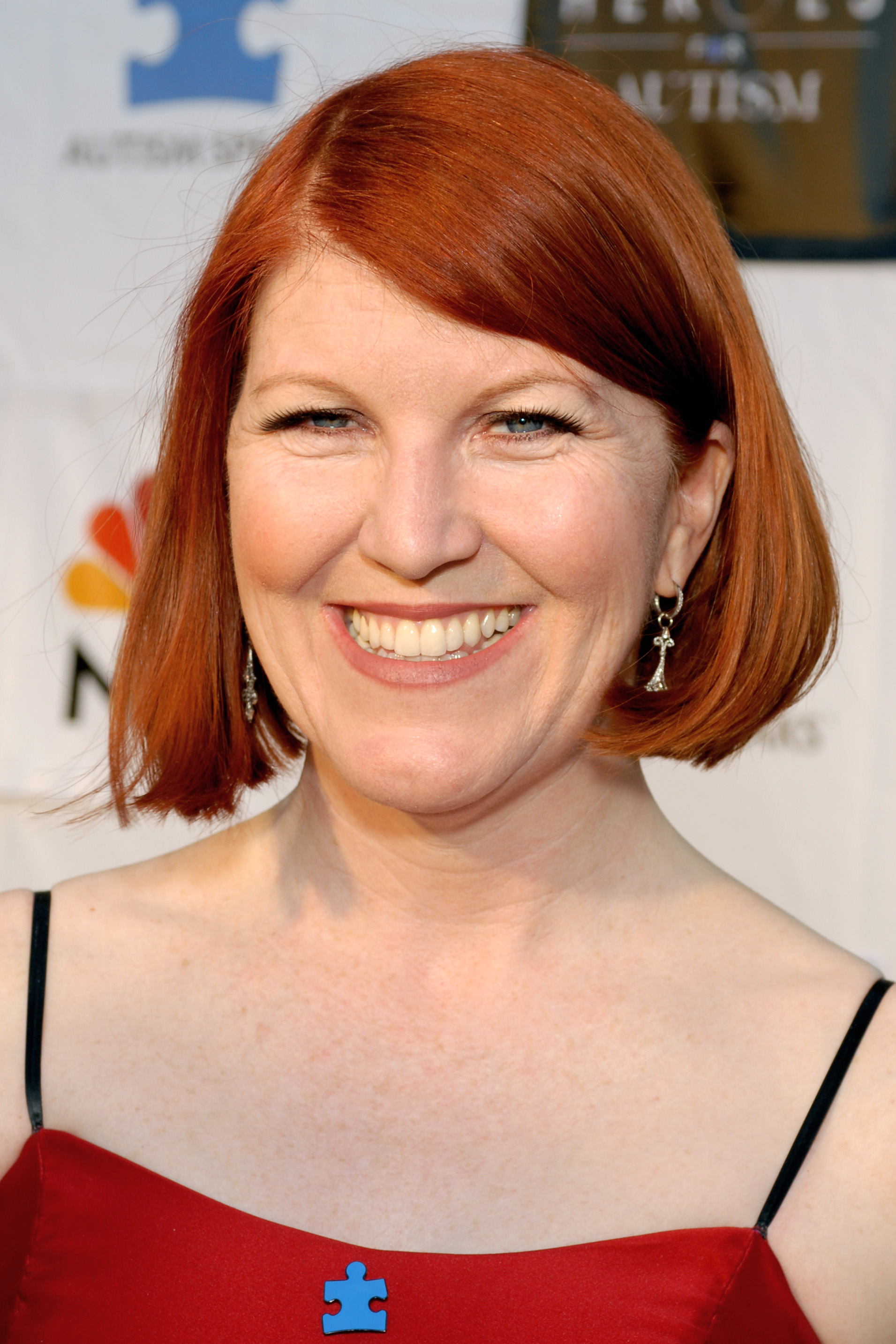
A actriz Kate Flannery ficou feliz por ter tido a oportunidade de realizar as suas próprias proezas automobilísticas em "Women's Appreciation".

"Women's Appreciation" foi dirigido por Tucker Gates e teve o seu argumento co-escrito por Gene Stupnitsky e Lee Eisenberg. Esta foi a sétima vez que ambos Stupnitsky e Eisenberg colaboram no guião de um episódio de The Office, sendo "The Return" o último a ser co-escrito pelos dois. Este é o segundo crédito de direcção por Gates, sendo "Branch Closing" o primeiro episódio por si dirigido.
A sequência de cold open de "Women's Appreciation", que apresenta Jim a receber um demérito de Dwight, foi inicialmente intencionada para o episódio "Business School", e a cold open de "Product Recall", que apresenta os dois a imitarem-se um ao outro, foi planeada ser inclusa neste episódio, antes de haver uma alteração devido a restrições temporais. A cena do confessionário, na qual Michael fala sobre a palavra de segurança de Jan, foi destinada a servir como uma "reserva de espaço" até que uma versão melhor pudesse ser filmada, porém, foi deixada no episódio porque os argumentistas esqueceram-se dela. Embora no episódio as personagens viajam para o fictício Centro Comercial de Steamtown, situado na cidade de Scranton, Pensilvânia, as filmagens para "Women's Appreciation" tiveram lugar em Los Angeles, Califórnia, onde a série é normalmente filmada.
A actriz Kate Flannery, intérprete de Meredith Palmer em The Office, achou "Women's Appreciation" um dos seus episódios favoritos de filmar, porque "esteve presa numa carrinha com Mindy Kaling, Jenna Fischer, Angela Kinsey, Rashida Jones, Phyllis Smith e Steve Carell por dois dias." Fischer concordou com a afirmação, chamando-o de um "episódio divertido de filmar" devido aos três dias de filmagem com Carrell e as mulheres de The Office. Acreditando que o monovolume de Meredith foi "outra personagem" na série, Flannery gostou do facto de ter tido a oportunidade de conduzir e actuar em simultâneo. Em uma reflexão da personalidade da personagem, a equipa de produção adicionou adereços como garrafas de álcool, aperitivos, latas de refrigerante esmagadas, lixo, e ambientadores de ar ao veículo. O elenco subitamente começou a ter dores de cabeça, fazendo com que os ambientadores de ar fossem excluídos da cena. Flannery teve a oportunidade de realizar as suas próprias proezas automobilísticas no episódio, explicando que "estava nervosa no início, mas acho que eu realmente poderia ser uma estrela de corrida de demolição."

"Nós filmamos coisas muito divertidas com o Steve [Carell] e as senhoras a correrem ao redor do centro [comercial]. A cena da praça de alimentação foi muito divertida. Steve é um actor incrível."

— Kate Flannery a falar sobre "Women's Appreciation".
O elenco desfrutou de gravar no centro comercial, mas foi confrontado com os fãs "em pleno vigor". Multidões seguiam-nos durante as filmagens, segurando telemóveis com câmara e gritando pelo nome de Carrell. A revendedora de lingerie Victoria's Secret concordou em encerrar a sua loja para que a equipa e o elenco pudessem trabalhar. No episódio, Angela revela que veste tamanhos grandes de roupas compradas na American Girl, uma cadeia de lojas de bonecas, mas não faz compras no revendedor de crianças Gap Kids porque as suas roupas são "muito vistosas". No comentário de áudio do DVD da terceira temporada, Kinsey comentou que após a transmissão do episódio, houve gente que começou a trazer catálogos de boneca da American Girl para que ela assinasse. Um transeunte também gritou o nome de Carrell durante a cena em que Pam muda um pneu.

### Cenas cortadas
O DVD da terceira temporada de The Office contém uma quantidade de cenas cortadas da transmissão para a televisão. Cenas notáveis incluem Kelly a tomar conhecimento de que um exibicionista surpreendeu Phyllis; Bob Vance a acalmar Phyllis; Andy a tentar ganhar de volta o favor de Dwight; Dwight a escoltar as mulheres para o carro de Meredith no parque de estacionamento; Michael a escolher uma peça de lingerie para Pam; e uma versão alternativa da conclusão, na qual Michael fala no confessionário.

## Enredo
Quando toma conhecimento que um exibicionista surpreendeu Phyllis Lapin (interpretada por Phyllis Smith) no parque de estacionamento da Dunder Mifflin, Michael Scott (Steve Carrell) realiza um seminário com a intenção de abordar a situação das mulheres na sociedade e no escritório. Ele encerra a reunião a oferecer-se para levar as mulheres ao Centro Comercial de Steamtown. Dwight Schrute (Rainn Wilson) ordena Pam Beesly (Jenna Fischer) a entrevistar Phyllis e fazer um esboço do "pervertido". Pam, a fim de pregar uma partida, faz um desenho de Dwight com bigode e sem óculos. Andy Bernard (Ed Helms) auxilia Dwight, que está completamente abstraído da situação, na afixação dos panfletos com a face do "predador".
No centro comercial, Michael relata o seu desconforto para com a sua relação com Jan Levinson (Melora Hardin). Todas as mulheres apontam razões para eles se separarem, com a excepção de Karen Filippelli (Rashida Jones), que sugere que eles estejam talvez "apenas a passar por uma fase difícil", obviamente aludindo ao seu próprio relacionamento instável com Jim Halpert (John Krasinski). Pam descarta a ideia de Karen, afirmando que "talvez vocês estejam simplesmente errados um para o outro". Karen visivelmente toma essa declaração a nível pessoal. Michael agradece-as pela sua ajuda, comprando a cada uma delas um item da loja da Victoria's Secret. Pam fica visivelmente aborrecida quando ouve, por acidente, Phyllis a ajudar Karen a escolher uma roupa sensual para vestir para Jim. Pam compra um roupão porque está "entre namorados", mas pode cortar o roupão e usá-lo como toalhas de mão novas. Mais tarde, Pam, com o objectivo de afirmar-se perante as mulheres, oferece-se para trocar um pneu furado no monovolume de Meredith Palmer (Kate Flannery). No escritório, Kevin Malone (Brian Baumgartne) infiltra-se na casa de banho das mulheres e descobre uma sala de espera de pelúcia. Os outros homens logo juntam-se a ele.
Ao voltarem ao escritório, Michael liga para Jan com o propósito de terminar o relacionamento, fazendo-o, imprudentemente, através de uma mensagem no correio de voz dela. A meio da ligação, Jan entra no gabinete de Michael para pedir desculpas pessoalmente pelo que aconteceu na sua conversa anterior, mas quando recebe a mensagem de Michael no seu telemóvel, abandona o escritório aborrecida.

## Transmissão e repercussão

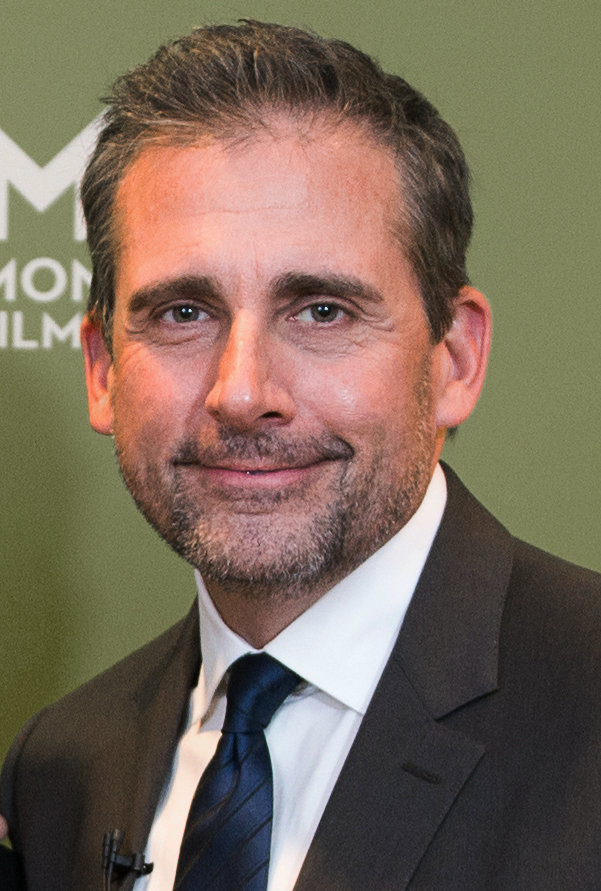
Steve Carell foi elogiado pelo seu desempenho neste episódio.

"Women's Appreciation" foi primeiramente transmitido nos Estados Unidos na noite de 3 de Maio de 2007 pela NBC num horário especial, antecedendo um episódio do seriado My Name Is Earl. Este foi um episódio descrito pela emissora como "de tamanho super", com duração de 40 minutos. Durante a sua emissão norte-americana, atraiu uma média de sete milhões de agregados familiares, e posicionou-se no quarto lugar no seu horário de exibição, perdendo apenas para as séries Survivor: Fiji, Ugly Betty e Are You Smarter Than a 5th Grader?.
| Críticas profissionais | Críticas profissionais |
| Avaliações da crítica  | Avaliações da crítica  |
| Fonte                  | Avaliação              |
| ---------------------- | ---------------------- |
| AOL                    | (mista)                |
| Entertainment Weekly   | (negativa)             |
| IGN                    | 7,9/10                 |

Em geral, o episódio foi recebido com opiniões mistas pelos críticos de televisão. Brian Zoromski, contribuinte do IGN, chamou "Women's Appreciation" de um "episódio bastante sólido digno do tratamento 'do tamanho super'", e atribuiu-lhe a avaliação de 7,9 de um máximo de 10. Zoromski destacou a partida de Pam, bem como a tentativa de Michael de terminar com Jan via correio de voz, chamando esta última acção de "facilmente o momento mais engraçado do episódio, e perfeitamente interpretado por ambos Steve Carell e Melora Hardin." No entanto, fez uma crítica à série por abandonar certos pontos da trama, como o fiasco publicitário do episódio anterior. Kath Skerry, para o blogue Give Me My Remote, achou-o um "episódio hilariante" e observou: "Eu não acho que The Office alguma vez 'foi além das expectativas' em termos de discussão sexual como fez esta noite."
Entretanto, Jay Black, para o AOL TV, não gostou dos momentos embaraçosos do episódio e achou que a infelicidade de Michael por Jan surgiu do nada. Todavia, vangloriou a partida de Pam, bem como o próprio Dwight, concluindo a sua análise: "Um manuseio surpreendentemente fraco das personagens culminou em menos momentos de laugh-out-loud do que estou acostumado ... obrigando-me a dar a este episódio 4 números dois do Creed de um máximo de 7." Abby West, membro da redacção da revista electrónica Entertainment Weekly, também foi crítica em relação a "Women's Appreciation", explicando que "pareceu exactamente um episódio de trinta minutos esticado para preencher 43 minutos." West achou que o episódio "apenas formou-se como um todo" quando as mulheres do escritório realizaram uma intervenção a Michael.